# Japalura swinhonis
Japalura swinhonis là một loài thằn lằn trong họ Agamidae. Loài này được Günther mô tả khoa học đầu tiên năm 1864.

## Hình ảnh

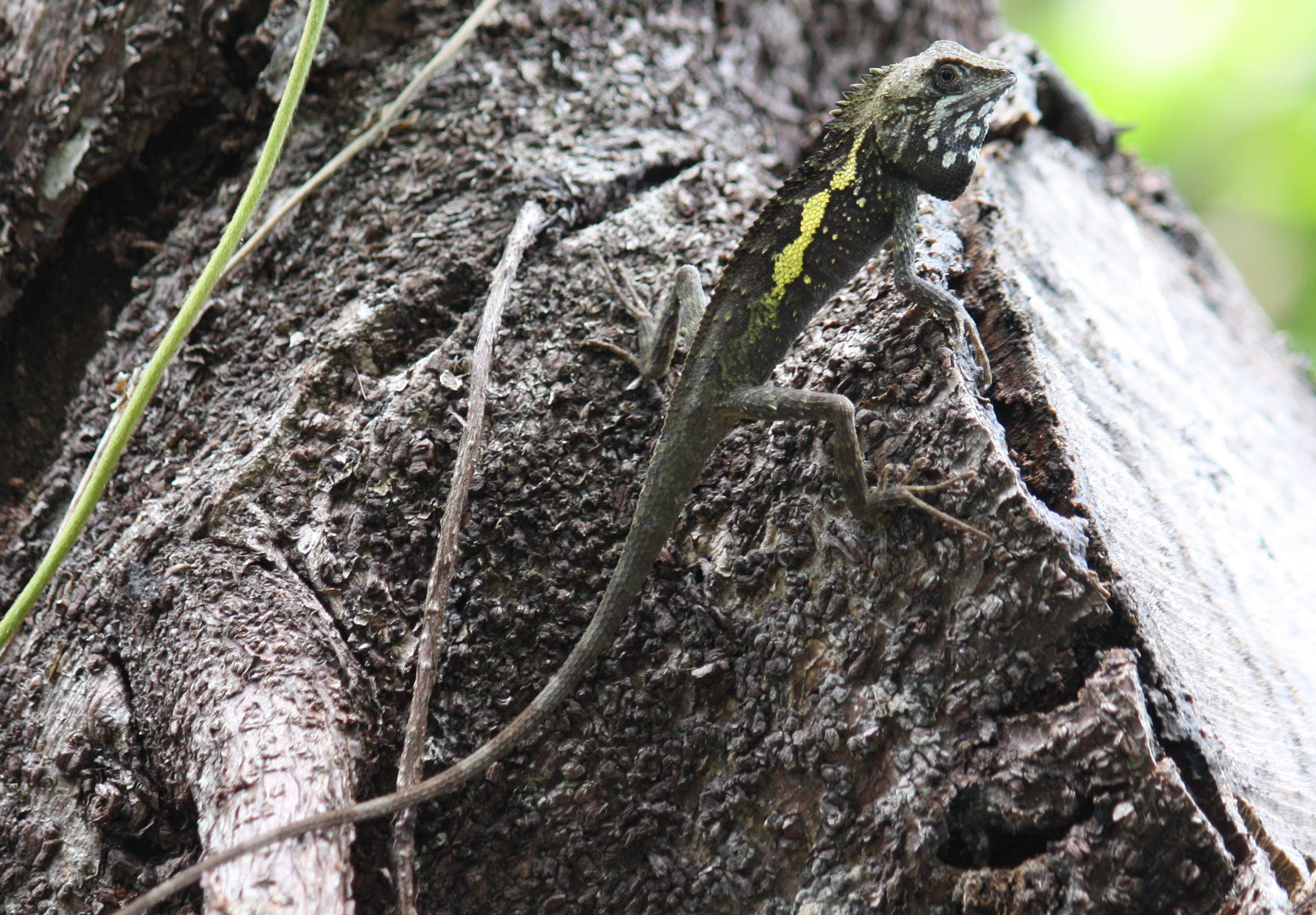
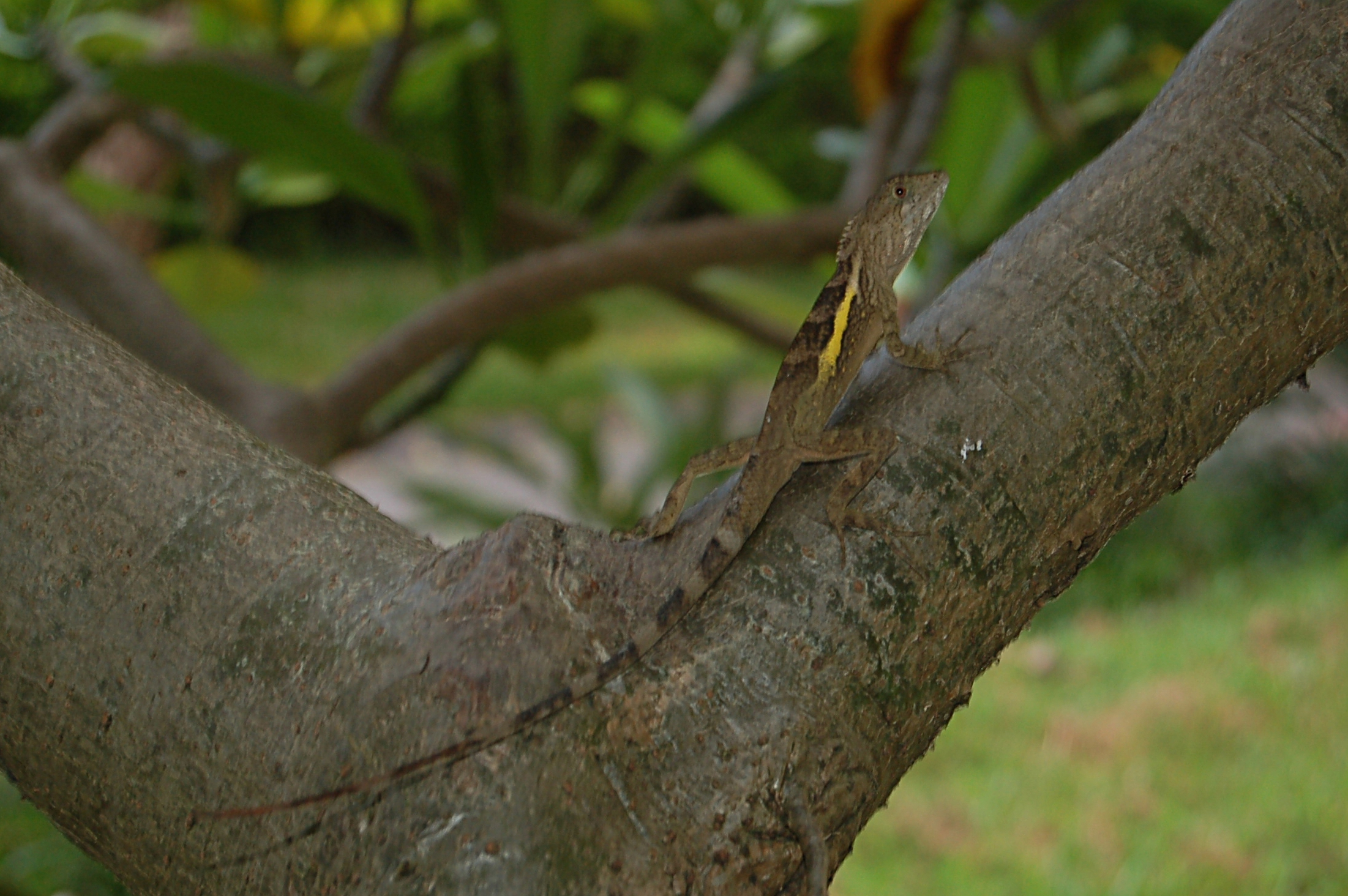
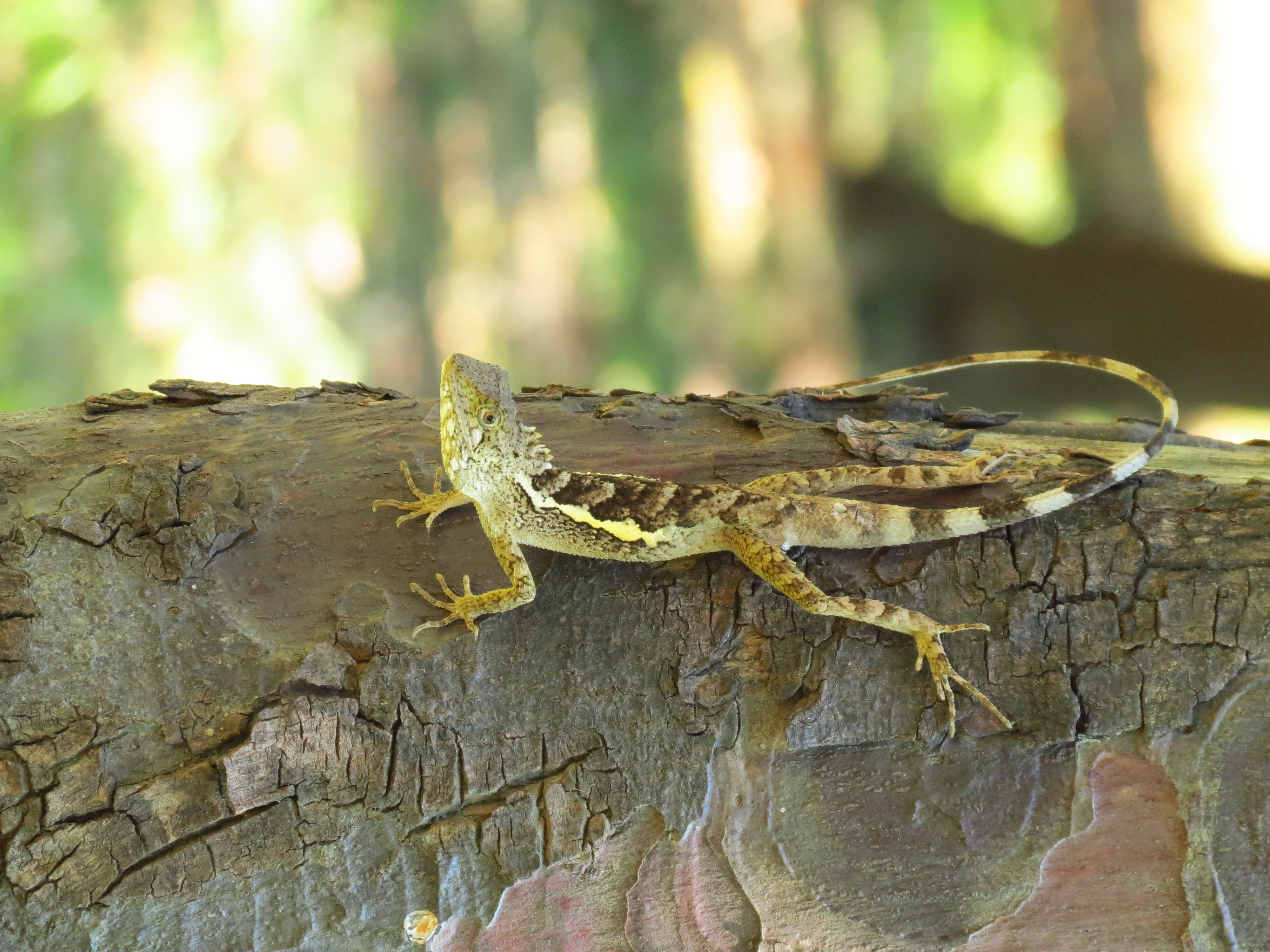